# Рини Сумарно
Рини Мариани Сумарно (индон. Rini Mariani Soemarno), до развода с мужем известная как Рини Мариани Сумарно Суванди (индон. Rini Mariani Soemarno Soewandi) род. 9 июня 1958 года, Мэриленд) — индонезийский экономист и политик. Министр по делам государственных предприятий Индонезии (2014—2019), министр промышленности и торговли Индонезии (2001-2004).

## Биография
Рини Сумарно родилась 9 июня 1958 года в американском штате Мэриленд. Её отец Сумарно был известным индонезийским экономистом, занимал посты директора Банка Индонезии, а также министра-координатора по вопросам экономики в правительстве Сукарно; в США он находился в служебной командировке. Всё детство Рини прошло за пределами Индонезии — в США и Нидерландах. В 1981 году она окончила колледж Уэллсли, Массачусетс, после чего переехала в Индонезию и поступила на работу в джакартский Citybank, где дослужилась до поста вице-президента. В 1990-е и 2000-е годы занимала руководящие посты в ряде частных компаний; в 1998 году была советником Министерства финансов Индонезии. 
С 2001 по 2004 год Рини Сумарно была назначена министром промышленности и торговли в Кабинете взаимопомощи президента Мегавати Сукарнопутри. С 2014 года является министром по делам государственных предприятий в Рабочем кабинете президента Джоко Видодо.

## Семья
Рини Сумарно разведена; в прошлом была замужем за Суванди (индон. Soewandi). В их семье было трое детей.

## Внешние ссылки
- sayarini.com — официальный сайт Рини Сумарно